# 第18和晃丸事件
第18和晃丸事件（だい18わこうまるじけん）は、日本の漁業経営者が、ソ連国境警備隊の指示により、日本の国内情報や露文のタイプライターなどの物品をソビエト連邦に供与していたレポ船事件である。1980年（昭和55年）1月9日、北海道警察検挙。

## 概要
日本の漁業経営者Aは、1967年（昭和42年）8月、国後島沖で密漁中、ソ連国境警備隊の船に拿捕され、2年の懲役刑を受けてサハリン（旧、樺太）の刑務所に収監されるに至った。Aは、従前14回の拿捕を受けていたが、15回目にあたるこの時、ソ連の情報機関より身分、経歴、「レポ船」の船主としての適性等を精査され、レポ船主となることを求められた。Aはそれに応じ、ソ連への協力を誓約したのち、刑期途中の1968年（昭和43年）8月に釈放され、日本への帰国を実現した。
その後、Aは防衛年鑑を含む政府刊行物、新聞等のほか、北方領土返還運動の動向や国内右翼勢力の動向、自衛隊の装備や軍事演習の実態、警察等治安機関の動静について情報収集を指令され、これら日本の政治・軍事情報をソ連側に提供した。また、1979年（昭和54年）9月25日と9月30日の2度にわたって、第18和晃丸でひそかに色丹島に渡り、その際、北海道内で購入したロシア文のタイプライター等の物品を不法輸出した。
さらにAは、自ら操業する漁船以外にも他者保有の漁船に対しても自己の指揮下にあるものとしてソビエト連邦当局から安全操業の保証を取り付け、これらの漁船の船主から漁獲高の2割を謝礼金として納めさせていた。謝礼金は1977年から1979年までの2年間で9,000万円近い額となり、そのうちの3割強をソ連に上納していた。
北海道警察釧路方面本部は、1980年1月9日（水曜日）、漁業経営者Aを逮捕した。根室簡易裁判所は、同年4月14日（月曜日）、漁業経営者Aに対し、検疫法、北海道海面漁業調整規則違反の罪で罰金20万円の判決を下した。